# Taeniodera waterhousei
Taeniodera waterhousei är en skalbaggsart som beskrevs av Gilbert John Arrow 1910. Taeniodera waterhousei ingår i släktet Taeniodera och familjen Cetoniidae. Inga underarter finns listade i Catalogue of Life.